# コブラ作戦の戦闘序列
以下は、第二次世界大戦中、フランスのノルマンディーで行われた、アメリカ軍によるドイツ軍への攻勢「コブラ作戦」の戦闘序列である。

## アメリカ軍
- 第1軍 – オマール・ブラッドレー中将
  -  第7軍団 – ジョーゼフ・ロートン・コリンズ少将
    -  第1歩兵師団 – クラレンス・フェブナー（英語版）少将
    -  第2機甲師団（英語版） – エドワード・ブルックス（英語版）少将
    -  第3機甲師団（英語版） – リロイ・ワトソン(Leroy H. Watson)少将
    -  第4歩兵師団 – レイモンド・バートン（英語版）少将
    -  第9歩兵師団（英語版） – マントン・エディ少将
    -  第30歩兵師団（英語版） – リーランド・ホッブス（英語版）少将

  -  第8軍団（英語版） – トロイ・ミドルトン（英語版）少将
    -  第4機甲師団（英語版） – ジョン・ウッド（英語版）少将
    -  第6機甲師団（英語版） – ロバート・グロウ少将
    -  第8歩兵師団（英語版） – ドナルド・ストロウ(Donald A. Stroh)少将
    -  第79歩兵師団（英語版） – アイラ・ワイケ(Ira T. Wyche)少将
    -  第83歩兵師団（英語版） – ロバート・マコン（英語版）少将
    -  第90歩兵師団（英語版） – ユージン・ランドラム（英語版）少将

  -  第19軍団（英語版） – チャールズ・コーレット（英語版）少将
    -  第28歩兵師団（英語版） – ロイド・D・ブラウン少将
    -  第29歩兵師団（英語版） – チャールズ・ゲアハート（英語版）少将
    -  第35歩兵師団（英語版） – ポール・バーデ（英語版）少将

注：作戦中、アメリカ軍の参加部隊はしばしば「コブラ・コマンド(Cobra Command)」と呼ばれた。

## ドイツ軍

### 第7軍[1]
パウル・ハウサー親衛隊大将
- 第2降下猟兵軍団（英語版）
  -  第5降下猟兵師団（英語版）[3] - グスタフ・ヴィルケ（英語版）中将
  -  第2装甲師団（英語版）[nb 1] - ハインリッヒ・リュトヴィッツ（英語版）中将
  -  装甲教導師団 - フリッツ・バイエルライン中将

- 第84軍団（英語版）
  -  第2SS装甲師団 - クリスティアン・ティッシェン（英語版）親衛隊大佐
  -  第17SS装甲擲弾兵師団 - オットー・バウム（英語版）親衛隊大佐
  -  第116装甲師団（英語版） - ゲアハルト・フォン・シュヴェリーン（英語版）中将
  -  第352歩兵師団
  - 第353歩兵師団